# سونيل دوت
سونيل دوت ممثل هندي كبير من مواليد جهوليم (في بكستان حاليا) في 6 يونيو 1929 دخل إلى بوليوود في
سنة 1955 فيلم  Railway Platform  وهو حاز على جائزة فيلم فير لأفضل ممثل مرتين سنة 1963 وسنة 1965 وكان زوج الممثلة الشهيرة نرجس وهو والد الممثل سانجاى دوت المولود سنة 1959 
 توفي في 25 ماي 2005 بمدينة مومباي عن عمر يناهز 74 سنة.

## روابط خارجية
- سونيل دوت على موقع IMDb (الإنجليزية)
- سونيل دوت على موقع الموسوعة البريطانية (الإنجليزية)
- سونيل دوت على موقع ألو سيني (الفرنسية)
- سونيل دوت على موقع ميوزك برينز (الإنجليزية)
- سونيل دوت على موقع أول موفي (الإنجليزية)
- سونيل دوت على موقع إن إن دي بي (الإنجليزية)
- سونيل دوت على موقع قاعدة بيانات الفيلم (الإنجليزية)
- سونيل دوت على موقع كينوبويسك (الروسية)